# Laxenburg
Laxenburg è un comune austriaco di 2 859 abitanti nel distretto di Mödling, in Bassa Austria; ha lo status di comune mercato (Marktgemeinde). Tra il 1938 e il 1954 è stato accorpato alla città di Vienna.

## Monumenti e luoghi d'interesse
- I castelli di Laxenburg divennero proprietà della famiglia degli Asburgo nel 1333; furono utilizzati sia come residenza estiva sia come luogo di gestazione dell'imperatrice Elisabetta di Baviera: infatti il palazzo Blauer Hof vide la nascita di alcuni membri della famiglia imperiale.
- Un altro castello, il Franzensburg, fu costruito negli anni 1799-1801 e terminato nel 1835.
- L'Accademia internazionale per la lotta alla corruzione ha sede a Laxenburg.

## Amministrazione

### Gemellaggi
- Gödöllő